# Guadana
Guadana – rodzaj pająków z rodziny spachaczowatych i podrodziny Heteropodinae.

## Morfologia i zasięg
Pająki te mają na prosomie ośmioro oczu rozmieszczonych w dwóch rzędach. W widoku grzbietowym oczy pary przednio-środkowej leżą bardziej z przodu niż pary przednio-bocznej, a oczy pary tylno-środkowej bardziej z przodu niż oczy pary tylno-bocznej. Oczy par bocznych mają większe rozmiary niż par środkowych w danym szeregu. Szczękoczułki oprócz zębów na przedniej i tylnej krawędzi mają ząbki intermarginalne na dnie bruzdy umieszczone w dwóch szeregach. Nogogłaszczki samic mają na pazurkach długie i zakrzywione zęby, samców zaś nie mają pazurków wcale. Odnóża pary pierwszej i drugiej mają po dwie pary kolców brzusznych na goleniach i po jednym kolcu bocznym na każdym boku nadstopii. Wszystkie nadstopia mają po grzbietowej stronie części odsiebnej błonę trójpłatową o dobrze wykształconych wyrostkach bocznych i haczyku środkowym. Genitalia samicy mają epigyne z przegrodą środkową zaopatrzoną w występy i kieszonki oraz wulwę cechującą się krótkimi przewodami zapładniającymi i brakiem wyrostków gruczołowych. Nogogłaszczki samca mają silnie rozwiniętą grzbietową apofizę tegularną zwężoną ku ostremu szczytowi oraz embolus z wyrostkiem nasadowym położonym po stronie przednio-bocznej lub nieobecnym.
Rodzaj neotropikalny, znany z Gujany Francuskiej, Brazylii, Ekwadoru i Peru.

## Taksonomia
Takson ten wprowadzony został w 2010 roku przez Cristinę A. Rheims. Gatunkiem typowym wyznaczyła ona opisaną w tej samej publikacji Guadana manauara. Do rodzaju tego zalicza się 12 opisanych gatunków:
- Guadana alpahuayo Rheims, 2021
- Guadana amendoim Rheims, 2021
- Guadana arawak Rheims, 2021
- Guadana manauara Rheims, 2010
- Guadana mapia Rheims, 2021
- Guadana muirpinima Rheims, 2021
- Guadana neblina Rheims, 2010
- Guadana panguana Rheims, 2010
- Guadana quillu Rheims, 2010
- Guadana tambopata Rheims, 2010
- Guadana ucayali Rheims, 2021
- Guadana urucu Rheims, 2010